# Jenny Rissveds
Jenny Rissveds (Falun, comtat de Dalarna, 6 de juny de 1994) és una ciclista sueca que competeix en ciclisme de muntanya.
Va participar en els Jocs Olímpics de Rio de Janeiro 2016, guanyant la medalla d'or a la prova de camp a través.
Des de l'any 2012, participa a la UCI Mountain Bike World Cup XCO.

## Palmarès en ciclisme de muntanya
- 2012
  -  Campiona d'Europa júnior en Camp a través
- 2013
  -  Campiona d'Europa en Camp a través per eliminació
  -  Campiona de Suècia en Camp a través
- 2014
  -  Campiona de Suècia en Camp a través
- 2015
  - 1a a la Copa del Món sub-23 de Camp a través
  -  Campiona de Suècia en Camp a través
- 2016
  -  Medalla d'or als Jocs Olímpics del 2016 en Camp a través
  -  Campiona del món sub-23 en Camp a través
  -  Campiona de Suècia en Camp a través
- 2017
  -  Campiona de Suècia en Camp a través
- 2018
  -  Campiona de Suècia en Camp a través
- 2019
  -  Campiona de Suècia en Camp a través
- 2020
  -  Campiona de Suècia en Camp a través
- 2021
  -  Campiona de Suècia en Camp a través
  -  Campiona de Suècia en eliminació
- 2022
  -  Campiona de Suècia en Camp a través
  -  Campiona de Suècia de pista curta

## Palmarès en ciclisme en ruta
- 2022
  -  Campiona de Suècia de ciclisme en ruta
  - Vencedora d'una etapa a Gracia Orlová
- 2023
  - 1a a Gracia Orlová i vencedora d'una etapa

## Palmarès en ciclocròs
- 2015-2016
  -  Campiona de Suècia en ciclocròs
- 2016-2017
  -  Campiona de Suècia en ciclocròs